# Microcosmus exasperatus
Microcosmus exasperatus är en sjöpungsart som beskrevs av Heller 1878. Microcosmus exasperatus ingår i släktet Microcosmus och familjen lädermantlade sjöpungar. Inga underarter finns listade i Catalogue of Life.